# مانيش الرأس الأسود

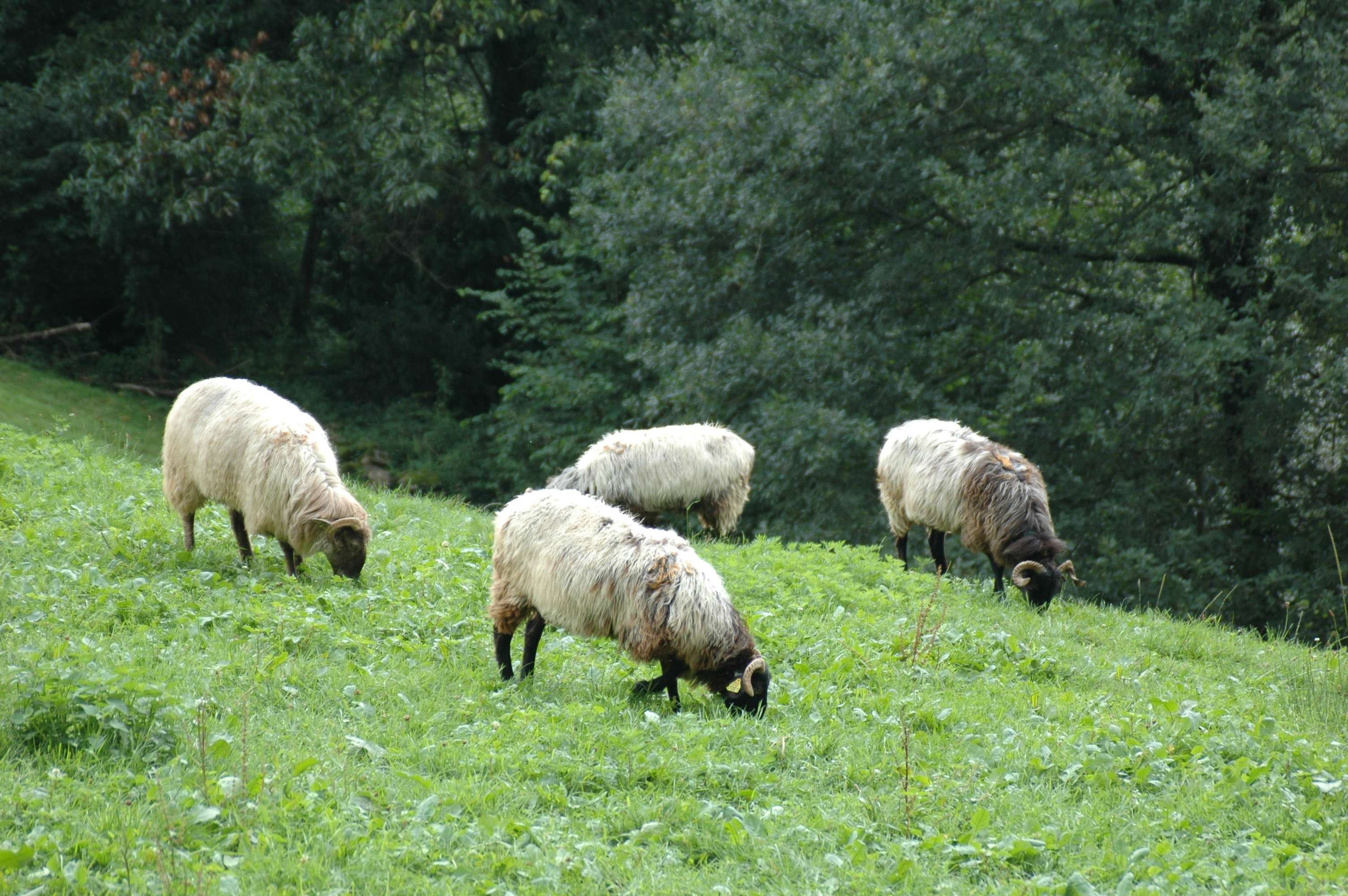
قطيع من سلالة مانيش الرأس الأسود

مانيش الرأس الأسود (بالإنجليزية: Manech tête noire)‏ هي سلالة غنم أصلها من جبال بلاد الباسك. تربى أساسا من أجل حليبها الذي يدخل في تحضير الجبن (أوسو-اٍيراتي).

## خصائصها
- سلالة لها قرون، ذات صوف أبيض ورأس وأرجل سوداء.
- تشغل عادتا المراعي الأكثر صعوبة في جبال البرانس.
- متأقلمة مع نمط الانتجاع.